# Alijanc arena
Alijanc arena je jedan od najmodernijih stadiona na svijetu smješten u sjevernom dijelu Minhena. Firma Alijanc kupila je pravo da stadion nosi njeno ime sljedećih 30 godina. Kada se igraju utakmice Lige šampiona stadion nosi ime Minhen arena, a za vrijeme Svjetskog prvenstva u fudbalu, stadion je nosio ime FIFA SP-stadion Minhen zbog zabrane FIFA-e da stadioni koriste imena nekog sponzora.
Dva profesionalna fudbalska kluba iz Minhena se koriste ovim stadionom, FK Bajern Minhen i FC TSV 1860 Minhen od sezone 2005/06. Prije toga su oba kluba koristila ‘’Olympia Stadion’’ (Olimpijski stadion).

## Specifikacije stadiona

### Lokacija Arene
Arena je smještena na sjevernom krajnjem dijelu grada na poljani Frutmaning. S gradskom mrežom javnog prevoza povezana je podzemnom željeznicom, udaljena svega 16 minuta vožnje od središta grada. U neposrednoj blizini se nalazi i važan saobraćajni čvor auto-put "Minhen-Nord", pa je tako stadion lako dostupan iz svih važnijih putnih pravaca (Štutgart, Nirnberg, Regensburg i Salcburg). Na prilazima stadionu ulice su proširene na 4 trake, a izgrađen i poseban prilaz stadionu.

### Kapacitet
Dana 16. januara 2006. godine, grad Minhen je odobrio proširenje kapaciteta sa 66.000 mjesta na 69.901 (uključujući tribinu bez sjedećih mjesta). U nižem dijelu tribina, kapacitet je 20.000 sjedećih mjesta. U srednjem dijelu tribina, kapacitet je 24.000, a na višem dijelu kapacitet je 22.000 sjedećih mjesta. Uglovi donjeg dijela tribine mogu biti postavljeni tako da omogućuju dodatnih ukupno 3.120 stojećih mjesta. U ukupni kapacitet uključeno je i 2.200 poslovnih sjedećih mjesta, 400 sjedećih mjesta za javnost, 106 luksuznih sjedećih mjesta i 200 mjesta za invalidska kolica. Za prvenstvene i kup utakmice, kapacitet može biti 69.901. Ali, zbog odredbi UEFE, u evropskim takmičenjima ukupni kapacitet mora biti maksimalno 66.000. Krov natkriva sve gledaoce, iako vjetar može preusmjeriti padavine tačno na tribine. Igralište uopšte nije natkriveno.
Allianz Arena nudi brojne usluge unutar samog stadiona ili u sklopu kompleksa stadiona. Fan-šop za oba kluba, brojni restorani, čak i dva dječja vrtića izvan stadiona, ali u njegovom kompleksu.
U Areni postoje čak 10 svlačionica. 4 su za igrače. Dvije su za domaćina (Bayern ili 1860 München), a preostale dvije za gostujuću ekipu. Četiri svlačionice su za trenere, a dvije na raspolaganju imaju sudije. Postoje i dvije sobe veličine 110 m² za zagrijavanje igrača pred utakmicu. Arena je snabdevena i sa 550 klozeta i 190 monitora.

### Dimenzije
Stadion: 258 m x 227 m x 50 m 

Prostor za igranje: 120 m x 83 m 

Igralište: 105 m x 68 m 

Parkirna garaža: 270.000 m²

### Konstrukcija
Stadion:
Ukupna količina armiranog betona: 120.000 m³
Ukupna količina gvožđa: 22.000 t
Garaža:
Ukupna količina armiranog betona: 85.000 m³
Ukupna količina gvožđa: 14.000 t
Fasada arene je izgrađena od 2.874 ploča od kamena koje su pokrivene izuzetno tankim specijalnim folijama od samo 0.2 milimetra. Svaka ploča može imati crveno, plavo ili bijelo obojenje. Pomični zastori koji su instalirani ispod krova mogu biti izvučeni da štite od sunca.

### Parkiralište
Gosti svoja vozila mogu parkirati u najvećem parking kompleksu u Evropi. Četvorospratna garaža ima ukupno 9.800 mesta za parkiranje. Za autobuse postoji 350 mjesta (240 na sjevernom i 110 na južnom ulazu). 130 parkirnih mjesta je rezervirano za invalide.

### Prostor oko Arene
Podzemna željeznica završava malo prije južnog ulaza. Svako ko želi na stadion, prolazi kroz park koji je oblikovan tako da vodi prema ulazu. Dalje se nastavlja šetalište koje se uzdiže prema ulazima u stadion.

### Vlasnici i sponzori
Njemačka firma Allianz je platila ogromnu svotu novca da bi joj bilo omogućeno da se u imenu stadiona koristi njeno ime narednih 30 godina.
Bayern je otkupio preostalih 50% dionica koje je držao TSV 1860 Minhen za 11 miliona funti, te će do 2010. godine plaćati 1860 Minhenu 50% profita.

### Cijena
Cijena izgradnje samog stadiona je 286 miliona evra. No, dodatni troškovi (plaćanje radnika, stavljanje podloge) su nabili još 54 miliona evra, te ispada da je konačna cijena 340 miliona evra. No, tu još nije kraj. Država i grad Minhen su potrošili dodatnih 210 miliona evra za razvitak infrastrukture i okolnog područja. To znači da je Allianz Arena koštala 550 miliona evra.

### Reakcije
Dana 14. januara 2005, na godišnjem sastanku, otkriveno je da se mnogi gledaoci žale na promaju koji dolazi kroz otvorene ulaze stadiona. Odlučeno je da će se postaviti ulazna vrata s mogućnošću zatvaranja. Sada je gledaocima udobnije da prate utakmice.
Ultrasi i ostali navijači takođe negoduju zbog neobično strogih pravila ponašanja unutar stadiona. Na primjer, ne smije se unositi megafon ili zastava koju navijač nosi razmotanu, niti zastava veličine veće od 1 metra. Navijači takođe kažu da nemaštovite i neudobne stolice bacaju sijenku na ugođaj. Ali najveća pogreška, smatraju Ultrasi, je velika i visoka gvozdena ograda koja ničemu ne služi, jer Ultrasi nisu huligani.
Zbog velike komercijalizacije kluba i stadiona, te zbog medijski neukusnih poteza koje izvodi uprava Bajerna, mediji su stadion preimenovali u Arogant arenu.

## Istorija stadiona
Dana 21. oktobra 2001. godine, provelo se glasanje među navijačima i stanovnicima Minhena, je li potreban novi stadion? Više od 2/3 ispitanika je reklo da je potrebno.
Švajcarska firma Herzog & de Mauron je iznijela koncept o svijetlećim folijama., koji je, naravno, prihvaćen. Nakon određenih planova, gradnja je počela u jesen 2002, a završila u aprilu 2005.

## Dan otvaranja
30. maj 2005. TSV 1860 je odigrao prijateljsku utakmicu s 1. FC Nürnbergom , a idući dan Bajern protiv Njemačke reprezentacije. Za obje utakmice karte su bile razgrabljene mjesecima prije.
Patrik Milhraum je prvi strijelac službenoga gola na stadionu.
Dana 2. juna, odigrana je utakmica između FC Bajerna i TSV 1860, koju su TSV "Lavovi" dobili 1-0 pogotkom Paula Agostina.
Prvi takmičarski gol je zabio Ovenen Hargreaves protiv Borusija Menhengladbaha . Ostalo je 3-0 za Bajern.
Prvi gostujući gol u takmičarskoj utakmici je postigao Dinamo Drezden.
Prvi gostujući gol protiv Bajerna je zabio Miroslav Klose, i to u prvoj minuti susreta. No, to je bilo sve što je Verder u toj utakmici napravio, jer je Bajern pobijedio s 3-1.
U Allianz Areni, Bajern je srušio svoj vlastiti rekord; radi se o 10 uzastopnih domaćih ligaških pobjeda.

## Svjetsko prvenstvo u fudbalu 2006.
Ime se za potrebe SP-a poništilo zbog sponzora u imenu. Arena je tako ponijela ime FIFA World Cup Stadium München.

### Utakmice u Areni
- 9. juna 2006. Njemačka – Kostarika (otvaranje Prvenstva)
- 14. juna 2006. Tunis – Saudijska Arabija
- 18. juna 2006. Brazil – Australija
- 21. juna 2006. Obala Slonovače – Srbija i Crna Gora
- 24. juna 2006. 1/16 finala: Njemačka – Švedska
- 5. jula 2006. polufinale: Portugal – Francuska

## Spoljašnje veze
- „Zvanično mrežno mjesto Arene”. Архивирано из оригинала 05. 08. 2013. г. (језик: енглески)